# Conflict (hudební skupina)
Conflict je anglická punk rocková hudební skupina založená v roce 1981. Kapela je význačná svými radikálními levicovými názory a aktivismem. Od roku 2003 funguje spíše nepravidelně a nevydává nové nahrávky. Své aktivity omezili na občasné živé vystupování. O významu skupiny svědčí zařazení jejich písní na mnohá výběrová alba.

## Historie
Skupina Conflict byla založena roku 1981 ve čtvrti Eltham v Jižním Londýně. V roce 1982 navázali spolupráci s anarcho-punkovou legendou Crass pod jejichž vydavatelstvím Crass Records vydali své první EP The House That Man Built. Spolupráce pokračovala hostováním zpěváka Stevea Ignoranta na singlu z roku 1983. Ignorant se později stal neoficiálním členem kapely. V roce 1983 vydali Conflict své debutové LP s názvem It's Time to See Who's Who na kterém jasně proklamovali své názory a myšlenky, kterým zůstali věrni po celou dobu své existence.
Jednou z nejdůležitějších složek kapely se stalo živé vystupování. Kvůli svým radikálním postojům se stali terčem policie a několik jejich vystoupení bylo násilně rozehnáno, jako např. koncert v Brixtonu v roce 1987. To jen zvýšilo jejich popularitu. Conflict se stal jednou z nejprodávanějších punkových kapel v Anglii a jejich alba se umisťovala na předních místech v prodejnosti v nezávislých žebříčcích, včetně asi nejvýznamnějšího UK Indie Chart. V roce 1989 ukončil spolupráci s kapelou Steve Ignorant. Následovala čtyřletá odmlka po které vydali nové album Conclusion (závěr). Název měl pravděpodobně naznačovat možný konec kapely. Po hudební stránce znamenalo album výrazný odklon od původního hrubého punkového zvuku. Conclusion má pomalejší tempo s výrazným podílem kláves a ženského vokálu. Conflict i přes mnoho změn v obsazení pokračovali v občasném vystupování. 10 let po albu Conclusion vyšel v roce 2003 zatím poslední singl Carlo Giuliani a album There's No Power Without Control. Na něm je patrný návrat k původnímu zvuku. Od té doby se Conflict objevil na několika koncertech a hudebních festivalech, mimo jiné i na festivalech Pod Parou v roce 2014 a Mighty Sounds 2015. V roce 2025 oznámila rodina Colina Jerwooda, který od začátku působil jako autor textů, zpěvák a frontman kapely, že 2. června zemřel po krátké nemoci.

## Charakteristika
Názorově se kapela řadí k radikální levici. Ve svém znaku používají písmena A – anarchie, A – autonomie a N – nihilismus. Kromě témat tradičních pro punk jako jsou např. antimilitarismus a nukleární odzbrojení, politika (kritika vlády Margaret Thatcherové) či zneužití moci, vyjádřila kapela také podporu nehudebním radikálním hnutím jako je Fronta za osvobození zvířat či Class War. Kromě lidských práv se také zastávají práv zvířat a vegetariánství. Ve svých textech často přímo vyzývají k aktivnímu odporu. Co se hudby týče, kapela balancuje na hranici street punku a hardcore punku. Oproti ostatním punkovým kapelám však Conflict nesází na jednoduchost. Velké množství skladeb má složitou strukturu s často se měnícím rytmem, melodií a střídajícími se hudebními motivy. Patrná je i naprostá absence refrénu a proměnlivá délka jednotlivých skladeb. Jerwoodův zpěv zahrnuje křik, recitaci i mluvené slovo.

## Diskografie
Tato sekce obsahuje pouze dlouhohrající desky
- It's Time to See Who's Who (1983)
- Increase the Pressure (1984)
- The Ungovernable Force (1986)
- The Final Conflict (1988)
- Against All Odds (1989)
- Conclusion (1993)
- There's No Power Without Control (2003)